# Spiridon Chasapis
Spiridon P. Chasapis (1872 – ?) foi um nadador grego. Ele participou dos Jogos Olímpicos de Verão de 1896, em Atenas.
Chasapis competiu nos 100 metros livre para marinheiros. Ele chegou em segundo lugar entre três participantes, porém o tempo exato é desconhecido.